# Брок (Небраска)
Брок (англ. Brock) — селище (англ. village) в США, в окрузі Немага штату Небраска. Населення — 123 особи (2020).

## Географія
Брок розташований за координатами 40°28′50″ пн. ш. 95°57′36″ зх. д. / 40.48056° пн. ш. 95.96000° зх. д. (40.480475, -95.960053).  За даними Бюро перепису населення США в 2010 році селище мало площу 0,81 км², уся площа — суходіл.

## Демографія
Згідно з переписом 2010 року, у селищі мешкало 112 осіб у 56 домогосподарствах у складі 31 родини. Густота населення становила 138 осіб/км².  Було 72 помешкання (89/км²).
Расовий склад населення:
| - 99,1 % — білих |

До двох чи більше рас належало 0,0 %. Частка іспаномовних становила 0,0 % від усіх жителів.
За віковим діапазоном населення розподілялося таким чином: 11,6 % — особи молодші 18 років, 58,0 % — особи у віці 18—64 років, 30,4 % — особи у віці 65 років та старші. Медіана віку мешканця становила 56,0 року. На 100 осіб жіночої статі у селищі припадало 80,6 чоловіків;  на 100 жінок у віці від 18 років та старших — 80,0 чоловіків також старших 18 років.
Середній дохід на одне домашнє господарство  становив 34 803 долари США (медіана — 33 438), а середній дохід на одну сім'ю — 52 772 долари (медіана — 47 813). За межею бідності перебувало 12,9 % осіб, у тому числі 0,0 % дітей у віці до 18 років та 7,1 % осіб у віці 65 років та старших.
Цивільне працевлаштоване населення становило 54 особи. Основні галузі зайнятості: роздрібна торгівля — 18,5 %, виробництво — 18,5 %, інформація — 18,5 %.